# Ochthebius asperatus
Ochthebius asperatus är en skalbaggsart som beskrevs av Manfred A. Jäch 2003. Ochthebius asperatus ingår i släktet Ochthebius och familjen vattenbrynsbaggar. Inga underarter finns listade i Catalogue of Life.